# 周金台
周金台（1924年—2023年1月4日），男，浙江永康人，中国心血管病学专家，天津医科大学总医院教授。曾任中华医学会心血管病分会常务委员。